# Arcynopteryx compacta
Arcynopteryx compacta és una espècie d'insecte plecòpter pertanyent a la família (biologia)|família dels perlòdids
present a Europa (Àustria, Bulgària, Txèquia, Eslovàquia, Finlàndia, França, Macedònia del Nord, Alemanya, Noruega, Polònia, Romania, Rússia -incloent-hi Sibèria, Kamtxatka i l'Extrem Orient Rus-, l'Estat espanyol -incloent-hi Catalunya)-, Suècia, Ucraïna i els territoris de l'antiga Iugoslàvia, incloent-hi els Pirineus el Canadà (Nunavut, el Yukon, Alberta, la Colúmbia Britànica, Saskatchewan i els Territoris del Nord-oest) i els Estats Units (Alaska, Colorado, Maine, Michigan, Montana, Nou Hampshire, estat de Nova York|Nova York i Wyoming, incloent-hi els llacs llac Michigan|Michigan, llac Huron|Huron i llac Superior|Superior)
El mascle adult fa 10,5-16,5 mm de llargària corporal i la femella entre 12 i 21.
En el seu estadi immadur és aquàtic i viu a l'aigua dolça, mentre que com a adult és terrestre i volador.